# Lauriidae
Lauriidae is een familie van weekdieren uit de klasse van de Gastropoda (slakken).
In Nederland is het genaveld tonnetje (Lauria cylindracea) de enige vertegenwoordiger uit deze familie. 

## Geslachten
- Lauria Gray, 1840
- Leiostyla Lowe, 1852